# Bertrand Tavernier
Bertrand Tavernier (n. 25 aprilie 1941, Lyon, Rhône⁠(d), Franța – d. 25 martie 2021, Sainte-Maxime, Provence-Alpes-Côte d'Azur, Franța) a fost un regizor, scenarist, actor și producător de film francez.

## Viața și cariera
Tavernier s-a născut în Lyon, ca fiu al Genevièvei (născută Dumond) și al lui René Tavernier, scriitor și publicist, care a deținut timp de mai mulți ani funcția de președinte al PEN club-ului francez. Bertrand a spus că publicarea de către tatăl său a jurnalului de rezistență din timpul războiului și ajutorul oferit de acesta intelectualilor antinaziști i-a format profilul moral de artist. Potrivit lui Tavernier, tatăl său credea că cuvintele erau „la fel de importante și de letale ca gloanțele”. Tavernier a vrut să devină regizor de film încă de la vârsta de 13 sau 14 ani. Printre cei care l-au influențat din punct de vedere cinematografic se află cineaștii John Ford, William Wellman, Jean Renoir, Jean Vigo și Jacques Becker. Tavernier a fost influențat, de asemenea, de greva generală din Franța din 1968. El a asociat cu Organizația Comunistă Internaționalistă între 1973 și 1975 și a fost emoționat în special de scrierile lui Lev Troțki. Primul regizor cu care a lucrat a fost Jean-Pierre Melville. Mai târziu, primul său film (L'Horloger de Saint-Paul, 1974) a câștigat Premiul Louis Delluc și Marele Premiu al Juriului (Ursul de Argint) la cea de-a 24-a ediție a Festivalului Internațional de Film de la Berlin.
Primele sale creații aveau un scop mai degrabă comercial, dar filmele sale de mai târziu s-au caracterizat printr-un comentariu social mai clar, subliniind vederile sale de stânga (La Vie et rien d'autre, Căpitanul Conan) și prezentând o imagine critică a societății franceze contemporane (Ça commence aujourd'hui, Histoires de vies brisées: les dublu-peine de Lyon).
A câștigat premiul BAFTA pentru cel mai bun film într-o altă limbă decât limba engleză, în 1990, pentru La Vie et rien d'autre, dar și patru premii César.
În 1995, filmul L'Appât a câștigat premiul Ursul de Aur la cea de-a 45-a ediție a Festivalului Internațional de Film de la Berlin. Patru ani mai târziu, filmul Ça commence aujourd'hui a obținut un premiu special la cea de-a 49-a ediție a Festivalului Internațional de Film de la Berlin.
Filmul Prințesa de Montpensier a concurat pentru Palme d'Or la Festivalul de Film de la Cannes din 2010.
Tavernier a fost căsătorit cu scenarista Claudine (Colo) O'Hagen din 1965 până în 1980. Ei au doi copii. Fiul lor, Nils Tavernier (născut la 1 septembrie 1965), lucrează ca regizor și actor. Fiica lor, Tiffany Tavernier (născută în 1967), este romancieră, scenaristă și asistentă de regie.

## Filmografie
| An   | Titlu                                          | Rol                             | Observații |
| ---- | ---------------------------------------------- | ------------------------------- | --- |
| 1960 | Wen kümmert's?                                 | Asistent de regie               | Scurtmetraj regizat de Volker Schlöndorff |
| 1963 | Contempt                                       | Responsabil cu publicitatea     | Regizat de Jean-Luc Godard |
| 1963 | Le Doulos                                      | Responsabil cu publicitatea     | Regizat de Jean-Pierre Melville |
| 1963 | The Bakery Girl of Monceau                     | Narator                         | Scurtmetraj regizat de Éric Rohmer |
| 1964 | The Terror of Rome Against the Son of Hercules | Asistent de regie               | Regizat de Mario Caiano |
| 1964 | Les baisers                                    | Director                        | Scurtmetraj |
| 1964 | La chance et l'amour                           | Director                        | Scurtmetraj |
| 1965 | The 317th Platoon                              | Atașat de presă                 | Regizat de Pierre Schoendoerffer |
| 1966 | A Question of Honour                           | Asistent de regie               | Regizat de Luigi Zampa |
| 1967 | Mexican Slayride                               | Scenarist & atașat de presă     | Regizat de Riccardo Freda |
| 1968 | Capitaine Singrid                              | Scenarist                       | Regizat de Jean Leduc |
| 1969 | Orgasmo                                        | Asistent de regie               | Regizat de Umberto Lenzi |
| 1969 | Tout peut arriver                              | Actor                           | Regizat de Philippe Labro |
| 1970 | Last Known Address                             | Atașat de presă                 | Regizat de José Giovanni |
| 1974 | L'Horloger de Saint-Paul                       | Regizor & scenarist             | Premiul OCIC la Festivalul Internațional de Film de la Berlin Ursul de Argint la Festivalul Internațional de Film de la Berlin National Board of Review Award - Top Foreign Films Louis Delluc Prize for Best First Film Nominalizat - Ursul de Aur la Festivalul Internațional de Film de la Berlin |
| 1975 | Let Joy Reign Supreme                          | Regizor & scenarist             | Premiul César pentru cel mai bun regizor Premiul César pentru cel mai bun scenariu French Syndicate of Cinema Critics - Best Film Nominalizat - Premiul César pentru cel mai bun film |
| 1976 | The Judge and the Assassin                     | Regizor & scenarist             | Premiul César pentru cel mai bun scenariu Nominalizat - Premiul César pentru cel mai bun film Nominalizat - Premiul César pentru cel mai bun regizor |
| 1977 | Spoiled Children                               | Regizor & scenarist             | |
| 1977 | La question                                    | Producător                      | Regizat de Laurent Heynemann |
| 1980 | Death Watch                                    | Regizor, scenarist & producător | Nominalizat - Premiul César pentru cel mai bun scenariu Nominalizat - Ursul de Aur la Festivalul Internațional de Film de la Berlin Nominalizat - Chicago International Film Festival - Best Feature |
| 1980 | A Week's Vacation                              | Regizor, scenarist & producător | Nominalizat - Palme d'Or la Festivalul de Film de la Cannes Nominalizat - Chicago International Film Festival - Best Feature |
| 1981 | Coup de Torchon                                | Regizor & scenarist             | French Syndicate of Cinema Critics - Best Film Nominalizat - Premiul Oscar pentru cel mai bun film străin Nominalizat - Premiul César pentru cel mai bun film Nominalizat - Premiul César pentru cel mai bun regizor Nominalizat - Premiul César pentru cel mai bun scenariu |
| 1981 | Le petit Mitchell illustré                     | Actor                           | Film TV regizat de Gérard Jourd'hui |
| 1982 | Philippe Soupault                              | Regizor                         | Documentar |
| 1983 | La trace                                       | Scenarist & producător asociat  | Regizat de Bernard Favre |
| 1983 | Pays d'octobre                                 | Regizor, scenarist & producător | Documentar regizat împreună cu Robert Parrish |
| 1983 | La 8ème génération                             | Regizor & scenarist             | Scurtmetraj |
| 1983 | Ciné citron                                    | Regizor & scenarist             | Scurtmetraj |
| 1984 | A Sunday in the Country                        | Regizor, scenarist & producător | Boston Society of Film Critics Award for Best Director Boston Society of Film Critics Award for Best Foreign Language Film Premiul pentru cel mai bun regizor la Festivalul de Film de la Cannes Premiul César pentru cea mai bună adaptare London Film Critics' Circle Award for Foreign Language Film of the Year Mainichi Film Award for Foreign Film Best One Award National Board of Review Award - Top Foreign Films New York Film Critics Circle Award for Best Foreign Language Film Kansas City Film Critics Circle Award for Best Foreign Film Nominalizat - Globul de Aur pentru cel mai bun film străin Nominalizat - Premiul BAFTA pentru cel mai bun film într-o limbă străină alta decât engleza Nominalizat - Palme d'Or la Festivalul de Film de la Cannes Nominalizat - Premiul César pentru cel mai bun film Nominalizat - Premiul César pentru cel mai bun regizor Nominalizat - National Society of Film Critics Award for Best Film Nominalizat - National Society of Film Critics Award for Best Director Nominalizat - National Society of Film Critics Award for Best Screenplay Nominalizat - New York Film Critics Circle Award for Best Director |
| 1986 | Round Midnight                                 | Regizor & scenarist             | Bodil Award for Best Non-American Film Italian National Syndicate of Film Journalists - Best Foreign Director Premiul Pasinetti la Festivalul Internațional de Film de la Veneția Nominalizat - National Board of Review: Top Ten Films Nominalizat - New York Film Critics Circle Award for Best Foreign Language Film Nominalizat - Leul de Aur la Festivalul Internațional de Film de la Veneția |
| 1987 | Beatrice                                       | Regizor                         | |
| 1987 | Les mois d'avril sont meurtriers               | Scenarist                       | Regizat de Laurent Heynemann (2) |
| 1988 | Lyon, le regard intérieur                      | Regizor & scenarist             | Documentar |
| 1989 | La Vie et rien d'autre                         | Regizor & scenarist             | Premiul BAFTA pentru cel mai bun film într-o limbă străină alta decât engleza European Film Award - Special Prize of the Jury Los Angeles Film Critics Association Award for Best Foreign Language Film Tokyo International Film Festival - Best Artistic Contribution Award Viareggio EuropaCinema - Best Film Nominalizat - Premiul César pentru cel mai bun film Nominalizat - Premiul César pentru cel mai bun regizor Nominalizat - Premiul César pentru cel mai bun scenariu Nominalizat - David di Donatello for Best Foreign Film Nominalizat - National Society of Film Critics Award for Best Foreign Language Film Nominalizat - Tokyo International Film Festival - Tokyo Grand Prix |
| 1990 | Daddy Nostalgie                                | Regizor, scenarist & narator    | Nominalizat - Palme d'Or la Festivalul de Film de la Cannes Nominalizat - Chicago Film Critics Association Award for Best Foreign Language Film |
| 1990 | Un été après l'autre                           | Consultant tehnic               | Regizat de Anne-Marie Etienne |
| 1991 | Contre l'oubli                                 | Regizor                         | Scurtmetraj |
| 1991 | Der grüne Berg                                 | Scenarist                       | Documentar regizat de Fredi M. Murer |
| 1991 | Ragazzi                                        | Consultant tehnic               | Regizat de Mama Keïta |
| 1991 | Jalousie                                       | Consultant tehnic               | Regizat de Kathleen Fonmarty |
| 1992 | L.627                                          | Regizor & scenarist             | Nominalizat - Premiul César pentru cel mai bun film Nominalizat - Premiul César pentru cel mai bun regizor Nominalizat - Premiul César pentru cel mai bun scenariu Nominalizat - Leul de Aur la Festivalul Internațional de Film de la Veneția |
| 1992 | La guerre sans nom                             | Regizor & scenarist             | Documentar Bergamo Film Meeting - Special Mention |
| 1994 | Revenge of the Musketeers                      | Regizor & scenarist             | |
| 1994 | Veillées d'armes                               | Producător                      | Documentar regizat de Marcel Ophüls |
| 1995 | The Bait                                       | Regizor & scenarist             | Ursul de Aur la Festivalul Internațional de Film de la Berlin Nominalizat - Gramado Film Festival - Best Latin Film Nominalizat - Italian National Syndicate of Film Journalists - European Silver Ribbon |
| 1996 | Căpitanul Conan                                | Regizor & scenarist             | Premiul César pentru cel mai bun regizor Denver Film Festival - Krzysztof Kieslowski Award Denver Film Festival - People's Choice Award French Syndicate of Cinema Critics - Best Film San Sebastián International Film Festival - FIPRESCI Prize San Sebastián International Film Festival - Solidarity Award Nominalizat - Premiul César pentru cel mai bun film Nominalizat - Premiul César pentru cel mai bun scenariu Nominalizat - San Sebastián International Film Festival - Golden Seashell |
| 1997 | De l'autre côté du périph                      | Regizor                         | Documentar regizat împreună cu Nils Tavernier |
| 1997 | Fred                                           | Producător executiv             | Regizat de Pierre Jolivet |
| 1997 | Quand le chat sourit                           | Actor                           | Film TV regizat de Sabine Azéma |
| 1999 | Ça commence aujourd'hui                        | Regizor & scenarist             | Premiul FIPRESCI la Festivalul Internațional de Film de la Berlin Mențiune de onoare la Festivalul Internațional de Film de la Berlin Premiul Juriului Ecumenic la Festivalul Internațional de Film de la Berlin Norwegian International Film Festival - Ecumenical Film Award San Sebastián International Film Festival - Audience Award Fotogramas de Plata - Best Foreign Film Sant Jordi Award for Best Foreign Film Turia Award for Audience Award Turia Award for Best Foreign Film Nominalizat - Ursul de Aur la Festivalul Internațional de Film de la Berlin Nominalizat - Premiul Goya pentru cel mai bun film european Nominalizat - Political Film Society Award for Democracy Nominalizat - Political Film Society Award for Exposé Nominalizat - Political Film Society Award for Human Rights Nominalizat - Cinema Writers Circle Award for Best Foreign Film |
| 2001 | Histoires de vies brisées                      | Regizor                         | Documentar regizat împreună cu Nils Tavernier (2) |
| 2001 | Mon père, il m'a sauvé la vie                  | Scenarist                       | Regizat de José Giovanni |
| 2001 | Les enfants de Thiès                           | Regizor                         | Film TV regizat împreună cu Nils Tavernier (3) |
| 2001 | Pas d'histoires !                              | Coproducător                    | Regizat de 13 regizori |
| 2002 | Safe Conduct                                   | Regizor & scenarist             | Ft. Lauderdale International Film Festival - Best Film Ft. Lauderdale International Film Festival - Best Director Ft. Lauderdale International Film Festival - Best Screenplay Nominalizat - Ursul de Aur la Festivalul Internațional de Film de la Berlin |
| 2004 | Holy Lola                                      | Regizor & scenarist             | San Sebastián International Film Festival - Audience Award |
| 2008 | Lucifer et moi                                 | Scenarist                       | Regizat de Jean-Jacques Grand-Jouan |
| 2009 | In the Electric Mist                           | Regizor                         | Nominalizat - Ursul de Aur la Festivalul Internațional de Film de la Berlin |
| 2010 | Prințesa de Montpensier                        | Regizor & scenarist             | Philadelphia Film Festival - Audience Award - Honorable Mention Nominalizat - Palme d'Or la Festivalul de Film de la Cannes Nominalizat - Chicago International Film Festival - Best Feature Nominalizat - Premiul César pentru cel mai bună adaptare |
| 2013 | The French Minister                            | Regizor, scenarist & actor      | San Sebastián International Film Festival - Best Screenplay Nominalizat - Premiul César pentru cea mai bună adaptare Nominalizat - Lumières Award for Best Film Nominalizat - Lumières Award for Best Director Nominalizat - Lumières Award for Best Screenplay Nominalizat - San Sebastián International Film Festival - Best Film |
| 2016 | Voyage à travers le cinéma français            | Regizor & producător            | Documentar Nominalizat - L'Œil d'or la Festivalul de Film de la Cannes |
| 2016 | Lumière ! L'aventure commence                  | Producător                      | Documentar |